# Don't Wanna Know
«Don't Wanna Know»  —literalmente en español: «No quiero saber»— es una canción de la banda estadounidense de pop rock Maroon 5. Cuenta con la voz invitada del rapero estadounidense Kendrick Lamar. La canción es el primer sencillo del sexto álbum de la banda y fue lanzado el 11 de octubre de 2016. Alcanzó el top 10 en 15 países, incluyendo el número uno en Líbano.

## Composición
«Don't Wanna Know» está escrito en la clave de E minor en tiempo común con un ritmo de barajadura de 100 latidos por minuto. La canción sigue una progresión de acordes de CMaj7 - D6 - Em7 - Bm / E, y las voces de Levine van de D4 a C6.

## Recepción de la crítica
Mike Wass, de Idolator, afirmó que "no hay nada hinchado o excesivo en el producto terminado. De hecho, este es un caso de menos es más. [Don't Wanna Know] refresca el sonido de Maroon 5 y va HAM en la repetición (la piedra angular de Hitmarking alrededor de 2016), pero casi garantiza a la banda un éxito tremendo en el proceso. El verso de Kendrick se siente como una idea tardía, pero aparte de eso, esto es difícil de criticar". Halle Kiefer, de Vulture, dijo: "La banda sonora de todos los comerciales de automóviles, el anuncio de destino y la separación de borrachos a los que debes lidiar durante los próximos tres meses", y continuó diciendo: "Don't Wanna Know tiene un sonido claramente distinto de Maroon 5, poniendo un giro alegre, beber para olvidar y bailar para apagar el dolor de perder la verdadera conexión que alguna vez tuvo".

## Video musical
El 14 de octubre de 2016, un videoclip para la versión sin el rap de Kendrick Lamar fue lanzado. El video fue dirigido por David Dobkin (quien dirigió el video musical de la banda, "Sugar") estrenado en The Today Show. El video fue publicado en YouTube más tarde ese día. El video se basó en el juego de realidad aumentada Pokémon GO. En el video, Adam Levine se viste como un insecto/tortuga que trata sobre la angustia en otro insecto jugando por Sarah Silverman. Amanda Cerny, Shaquille O'Neal, Ed Helms y Vince Vaughn también hacen apariciones especiales.

## Posicionamiento en listas

### Semanales
| Alemania        | Official German Charts       | 33 |
| Argentina       | Monitor Latino               | 7  |
| Australia       | ARIA Top 100 Singles         | 6  |
| Austria         | Ö3 Austria Top 40            | 18 |
| Bélgica (Fl)    | Ultratop                     | 21 |
| Bélgica (W)     | Ultratop                     | 7  |
| Botsuana        | Botswana Digital Hot 100     | 1  |
| Brasil          | Brasil Hot 100 Airplay       | 9  |
| Burkina Faso    | Burkina Faso Digital Hot 100 | 1  |
| Canadá          | Canadian Hot 100             | 6  |
| Cabo Verde      | Cabo Verde Digital Hot 100   | 1  |
| Corea del Sur   | Gaon Digital Chart           | 1  |
| Croacia         | HRT                          | 6  |
| Dinamarca       | Tracklisten                  | 5  |
| Egipto          | Egipto Digital Hot 100       | 2  |
| Eslovaquia      | Singles Digital Top 100      | 7  |
| Escocia         | Scottish Singles Chart       | 3  |
| España          | PROMUSICAE                   | 16 |
| Estados Unidos  | Billboard Hot 100            | 6  |
| Estados Unidos  | Pop Songs                    | 1  |
| Estados Unidos  | Adult Pop Songs              | 1  |
| Estados Unidos  | Dance/Mix Show Airplay       | 3  |
| Finlandia       | Suomen virallinen lista      | 16 |
| Francia         | SNEP                         | 20 |
| Ghana           | Ghana Digital Hot 100        | 3  |
| Hungría         | Single Top 40                | 9  |
| Irlanda         | IRMA                         | 6  |
| Israel          | Media Forest                 | 4  |
| Italia          | FIMI                         | 4  |
| Japón           | Japan Hot 100                | 36 |
| Jordania        | Jordan Airplay               | 1  |
| Kenia           | Kenia Digital Hot 100        | 1  |
| Letonia         | Latvijas Top 40              | 3  |
| Líbano          | Lebanese Top 20              | 1  |
| Mauritania      | Mauritania Digital Hot 100   | 1  |
| México          | Mexico Ingles Airplay        | 1  |
| Namibia         | Namibia Digital Hot 100      | 1  |
| Noruega         | VG-lista                     | 14 |
| Nueva Zelanda   | NZ Top 40 Singles Chart      | 4  |
| Países Bajos    | Dutch Top 40                 | 10 |
| Polonia         | Polish Airplay Top 100       | 3  |
| Portugal        | AFP                          | 3  |
| Reino Unido     | UK Singles Chart             | 5  |
| República Checa | Singles Digitál Top 100      | 6  |
| Sudáfrica       | RISE                         | 7  |
| Suecia          | Sverigetopplistan            | 15 |
| Suiza           | Schweizer Hitparade          | 14 |
| Zimbabue        | Zimbabue Digital Hot 100     | 2  |

### Anuales
| País          | Lista (2016)         | Posición |
| ------------- | -------------------- | -------- |
| Australia     | ARIA Top 100 Singles | 78       |
| Corea del Sur | Gaon Digital Chart   | 9        |
| Reino Unido   | UK Singles Chart     | 86       |

### Certificaciones
| País          | Organismo certificador | Certificación | Ventas certificadas | Ref.   |
| ------------- | ---------------------- | ------------- | ------------------- | ------ |
| Australia     | ARIA                   | Platino       | 70 000              | [ 60 ] |
| Bélgica       | BEA                    | Oro           | 15 000              | [ 61 ] |
| Brasil        | ABPD                   | 3× Platino    | 120 000             | [ 62 ] |
| Dinamarca     | IFPI — Dinamarca       | Oro           | 30 000              | [ 63 ] |
| España        | PROMUSICAE             | Platino       | 40 000              | [ 64 ] |
| Italia        | FIMI                   | 2× Platino    | 100 000             | [ 65 ] |
| Nueva Zelanda | RMNZ                   | Platino       | 30 000              | [ 66 ] |
| Reino Unido   | BPI                    | Platino       | 600 000             | [ 67 ] |
| Suecia        | IFPI — Suecia          | Oro           | 20 000              | [ 68 ] |